# باشگاه بسکتبال فولادماهان سپاهان اصفهان
باشگاه بسکتبال فولادمبارکه سپاهان اصفهان (به انگلیسی: Foolad Mahan BC) یک باشگاه بسکتبال ایرانی است که در اصفهان قراردارد. این تیم در سال اول حضور در لیگ برتر بسکتبال ایران (۱۳۹۰) با سرمایه‌گذاری‌ مطلوب و جذب چهره‌های سرشناس به مقام سومی رسید. در لیگ سال ۹۱ نیز به دومین عنوان پیاپی سومی دست یافت.
تیم زنان این باشگاه در لیگ برتر بسکتبال زنان ایران به مقام نایب قهرمانی لیگ سال ۱۳۹۰ و مقام سومی در لیگ سال ۱۳۸۹ دست یافت. تیم مردان باشگاه در سال ۲۰۱۳ قهرمان بسکتبال قهرمانی باشگاه های آسیا نیز شده است.

## افتخارات
مردان:
قهرمان بسکتبال قهرمانی باشگاه های آسیا ۲۰۱۳

### لیگ برتر بسکتبال زنان ایران
- نایب قهرمانی:  ۱۳۹۰
- سومی:  ۱۳۸۹

## اسامی بازیکنان تیم
| شماره | نام بازیکن       | نقش | قد   |
| ۴     | عماد سلمانی      |     | ۱٫۸۷ |
| ۶     | جواد داوری(C)    |     | ۱٫۸۶ |
| ۱۰    | محمد امجد        |     | ۱٫۸۵ |
| ۱۱    | میلاد اعلائی     |     |      |
| ۱۱    | واهاگن غریبیان   |     |      |
| ۱۳    | محمد ترابی       |     |      |
| ۱۴    | ابراهیم بیگی     |     |      |
| ۱۵    | جابر روزبهانی    |     | ۲٫۲۳ |
| ۱۶    | آرتین هایراپتیان |     |      |
| ۹     | محمد رضا فلاحت   |     | ۱٫۸۰ |
| ۵     | محمد رضا اکبری   |     |      |

| پست      | نام            |
| -------- | -------------- |
| سرمربی   | محسن صادق زاده |
| کمک مربی | کاوه دمیرچی    |
| مدیر     | سیدجلال زهرائی |